# FK Tesla Pardubice
FK Tesla Pardubice (celým názvem: Fotbalový klub Tesla Pardubice) byl český fotbalový klub, který sídlil v Pardubicích ve stejnojmenném kraji. Založen byl v roce 1910 pod názvem SSS Pardubice. V roce 2008 došlo k masivní fúzi pardubických fotbalových klubů, která měla za následek založení nového subjektu FK Pardubice. Největším úspěchem klubu byla účast ve fotbalové divizi (sezóny 1987/88 – 1995/96 a 2005/06 – 2007/08).
Své domácí zápasy odehrával na stadionu Pod Vinicí s kapacitou 3 000 diváků.

## Historie
V roce 1910 kroužek studentů pardubické reálky založil Studentské sportovní sdružení Pardubice. Sdružení muselo kvůli válce v jejím prvním roce ukončit činnost. Ta byla obnovena v roce 1917 pod názvem Studentská IX. Pardubice. Při zřízení Východočeské župy fotbalové v roce 1918 byl klub zařazen do její II. třídy. Hned první sezónu postoupili jako klub bez vlastního hřiště do I. A třídy, kde se umisťovali v dalších sezónách na předních příčkách. Protože se počet členů rozšiřoval, a nebyly to tak jenom studenti, změnil 4. září 1921 klub název na AFK Pardubice. 30. července 1922 se AFK sloučil s SK Sparta Pardubice, název zůstal nezměněn. Během téhož roku klub vybudoval hřiště pod Bubenčem (v těchto místech stojí dnešní Letní stadion). V průběhu roku 1924 byl předsedou klubu zvolen MUDr. Prokop Jícha, což je pokládáno za mezník v dějinách klubu.
V roce 1930 bylo rozhodnuto o sportovní výstavě v Pardubicích, a AFK tak přišel o své hřiště, podařilo se mu však záhy získat náhradní hřiště na Olšinkách. V roce 1934 klub získal pozemek pro nové hřiště Pod Vinicí, během 3 týdnů byla vybudována hrací plocha, kabiny i montovaná tribuna. Nadšení pokračovalo, a tak se AFK v téže sezóně podařilo postoupit do divize. Následoval sestup zpátky a opětovný postup. V dalších sezónách unikal AFK postup do ligy až v barážích.
Po Únoru 1948, v době četných reorganizací, byl AFK sloučen se Spartou Pardubice do Sparty Pardubice. V roce 1953 byl název změněn na Spartak Pardubice a tým postoupil do nově vytvořeného krajského přeboru. Protože klub už od roku 1925 spolupracoval s podnikem Tesla, byl v roce 1956 změněn název na Spartak-Tesla Pardubice. 1. ledna 1960 se sloučily dva nejslavnější pardubické kluby Tatran, pokračovatel tradice SK Pardubice, a Spartak-Tesla. Vzniklý klub vystupoval pod jménem TJ Tesla Pardubice. Následujících 30 let se klub pohyboval v krajských soutěžích, než v roce 1987 postoupil do divize, v němž hned první sezónu obsadil 2. místo. Na přelomu let 1993 a 94 došlo k odtržení fotbalového oddílu od TJ pod jménem FC PARD Pardubice. O 2 roky později klub sestoupil z divize, což znamenalo konec FC PARD a návrat Tesly Pardubice. Následoval sestup, až do I. B třídy, z níž se Tesla dokázala vrátil zpátky do divize. V roce 2008 došlo ke sloučení FK Tesla Pardubice, FK Junior Pardubice a MFK Pardubice. Tento čin se považuje za konečné sloučení pardubické kopané.

## Historické názvy
Zdroj:
- 1910 – SSS Pardubice (Studentské sportovní sdružení Pardubice)
- 1914 – zánik
- 1917 – obnovena činnost pod názvem Studentská IX. Pardubice
- 1921 – AFK Pardubice (Atletický fotbalový klub Pardubice)
- 1946 – SK Tesla Pardubice (Sportovní klub Tesla Pardubice)
- 1948 – fúze s Sparta Pardubice ⇒ SK Sparta Pardubice (Sportovní klub Sparta Pardubice)
- 1953 – DSO Spartak Tesla Pardubice (Dobrovolná sportovní organizace Spartak Tesla Pardubice)
- 1960 – fúze s DSO Tatran Pardubice ⇒ název nezměněn
- 1961 – TJ Tesla Pardubice (Tělovýchovná jednota Tesla Pardubice)
- 1994 – FC Pard Pardubice (Fotbalový club Pard Pardubice)
- 1996 – FK Tesla Pardubice (Fotbalový klub Tesla Pardubice)
- 2005 – fúze s FC Loko Pardubice ⇒ název nezměněn
- 2008 – fúze s MFK Pardubice a FK Junior Pardubice ⇒ FK Pardubice[1]
- 2008 – zánik[1]

## Historická loga

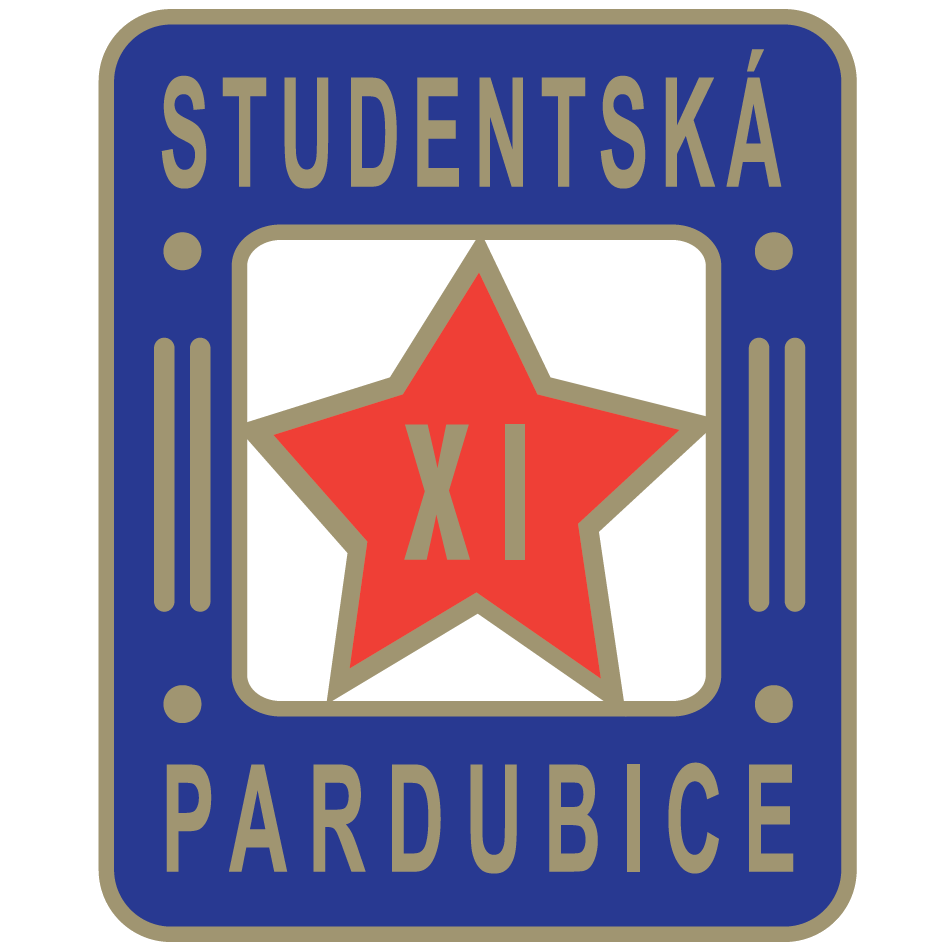
Studentska IX. Pardubice
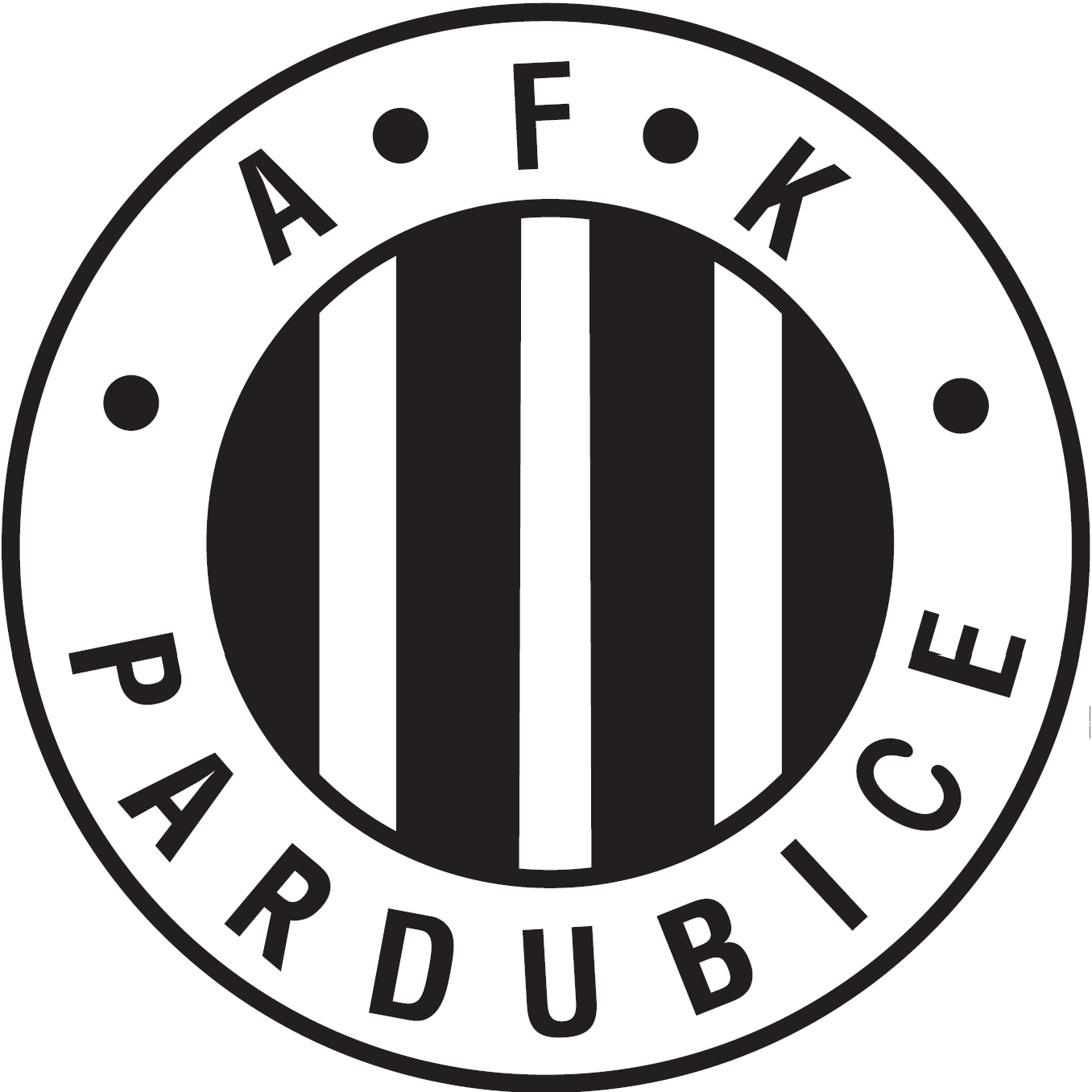
AFK Pardubice
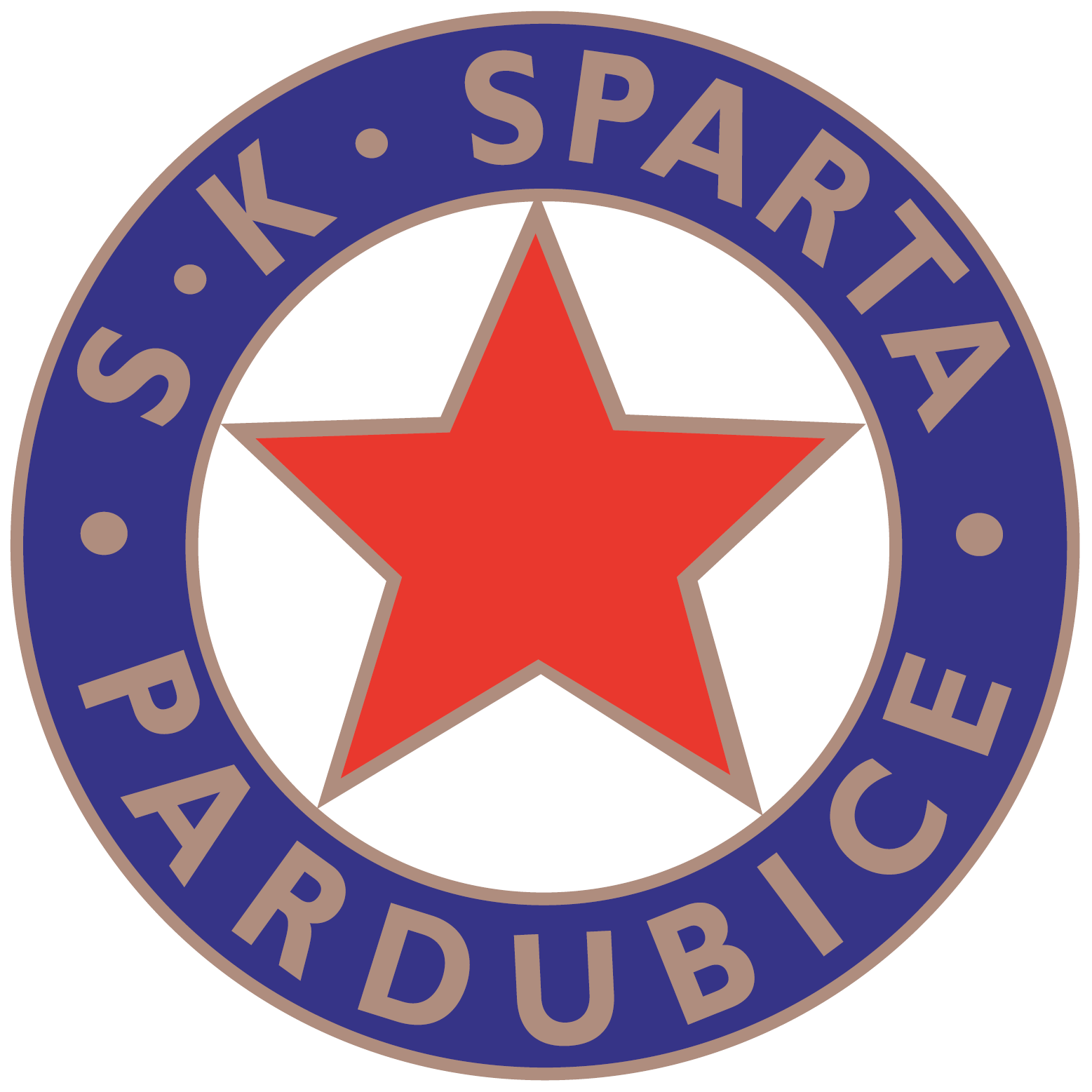
SK Sparta Pardubice

## Statistiky
Účast v soutěžích a umístění klubu od roku 1928 až do zániku
| Ročník    | Soutěž                                      | Úroveň | Cel. um. | Pozn.  |
| --------- | ------------------------------------------- | ------ | -------- | ------ |
| 1928/1929 | 1. A třída VŽF 1928/1929                    | 3.     | 2.       |        |
| 1929/1930 | 1. A třída VŽF 1929/1930                    | 3.     | ?        |        |
| 1930/1931 | 1. A třída VŽF 1930/1931                    | 3.     | ?        |        |
| 1931/1932 | 1. A třída VŽF 1931/1932                    | 3.     | ?        |        |
| 1932/1933 | 1. A třída VŽF 1932/1933                    | 3.     | ?        |        |
| 1933/1934 | 1. A třída VŽF 1933/1934                    | 3.     | ?        |        |
| 1934/1935 | 1. A třída VŽF 1934/1935                    | 3.     | 1.       | Postup |
| 1935/1936 | Divize českého venkova 1935/1936            | 2.     | 11.      | Sestup |
| 1936/1937 | 1. A třída VŽF 1936/1937                    | 3.     | 1.       | Postup |
| 1937/1938 | Divize českého venkova - východ 1937/1938   | 2.     | 1.       | Baráž  |
| 1938/1939 | Divize českého venkova - východ 1938/1939   | 2.     | 1.       | Baráž  |
| 1939/1940 | Divize českého venkova - východ 1939/1940   | 2.     | 1.       | Baráž  |
| 1940/1941 | Divize českého venkova - východ 1940/1941   | 2.     | 3.       |        |
| 1941/1942 | Divize českého venkova - východ 1941/1942   | 2.     | 3.       |        |
| 1942/1943 | Divize českého venkova - východ 1942/1943   | 2.     | 10.      |        |
| 1943/1944 | Divize českého venkova - východ 1943/1944   | 2.     | 11.      | Sestup |
| 1945/1946 | 1. A třída VŽF 1945/1946                    | 3.     | 1.       | Postup |
| 1946/1947 | Divize českého venkova - východ 1946/1947   | 2.     | 6.       |        |
| 1947/1948 | Divize českého venkova - východ 1947/1948   | 2.     | 5.       |        |
| 1948      | Zemská liga sk. B 1948                      | 2.     | 6.       |        |
| 1949      | Mistrovská soutěž (divize) sk. B 1949       | 2.     | 13.      | Sestup |
| 1950      | 1. A třída 1950                             | 4.     | ?        |        |
| 1951      | 1. A třída 1951                             | 4.     | ?        |        |
| 1952      | 1. A třída 1952                             | 4.     | 1.       | Postup |
| 1953      | Krajský přebor 1953                         | 3.     | ?        |        |
| 1954      | Krajský přebor 1954                         | 3.     | 3.       | Postup |
| 1955      | Oblastní soutěž 1955                        | 3.     | 3.       |        |
| 1956      | Oblastní soutěž 1956                        | 3.     | 8.       |        |
| 1957/1958 | Oblastní soutěž 1957/58                     | 3.     | 5.       |        |
| 1958/1959 | Oblastní soutěž 1958/59                     | 3.     | 11.      | Sestup |
| 1959/1960 | Krajský přebor 1959/1960                    | 4.     | ?        |        |
| 1960/1961 | Krajský přebor 1960/1961                    | 4.     | 3.       |        |
| 1961/1962 | Krajský přebor 1961/1962                    | 4.     | 3.       |        |
| 1962/1963 | Krajský přebor 1962/1963                    | 4.     | 5.       |        |
| 1963/1964 | Krajský přebor 1963/1964                    | 4.     | 3.       |        |
| 1964/1965 | Krajský přebor 1964/1965                    | 4.     | 7.       |        |
| 1965/1966 | Oblastní přebor 1965/1966                   | 4.     | 4.       |        |
| 1966/1967 | Oblastní přebor 1966/1967                   | 4.     | 3.       |        |
| 1967/1968 | Oblastní přebor 1967/1968                   | 4.     | 4.       |        |
| 1968/1969 | Oblastní přebor 1968/1969                   | 4.     | 5.       |        |
| 1969/1970 | Župní přebor 1969/1970                      | 5.     | 2.       |        |
| 1970/1971 | Oblastní přebor 1970/1971                   | 5.     | 2.       |        |
| 1971/1972 | Krajský přebor 1971/1972                    | 5.     | 12.      |        |
| 1972/1973 | Krajský přebor 1972/1973                    | 5.     | 7.       |        |
| 1973/1974 | Krajský přebor 1973/1974                    | 5.     | 7.       |        |
| 1974/1975 | Krajský přebor 1974/1975                    | 5.     | 14.      | Sestup |
| 1975/1976 | 1. A třída 1975/1976                        | 6.     | 8.       |        |
| 1976/1977 | 1. A třída 1976/1977                        | 6.     | 9.       |        |
| 1977/1978 | 1. A třída 1977/1978                        | 6.     | 3.       |        |
| 1978/1979 | 1. A třída 1978/1979                        | 6.     | 10.      |        |
| 1979/1980 | 1. A třída 1979/1980                        | 6.     | 12.      |        |
| 1980/1981 | 1. A třída 1980/1981                        | 6.     | 10.      |        |
| 1981/1982 | 1. A třída 1981/1982                        | 6.     | 12.      |        |
| 1982/1983 | 1. A třída 1982/1983                        | 6.     | 2.       | Postup |
| 1983/1984 | Východočeský přebor 1983/1984               | 5.     | 7.       |        |
| 1984/1985 | Východočeský přebor 1984/1985               | 5.     | 12.      |        |
| 1985/1986 | Východočeský přebor 1985/1986               | 5.     | 5.       |        |
| 1986/1987 | Východočeský přebor 1986/1987               | 5.     | 1.       | Postup |
| 1987/1988 | Divize C 1987/1988                          | 4.     | 2.       |        |
| 1988/1989 | Divize C 1988/1989                          | 4.     | 7.       |        |
| 1989/1990 | Divize C 1989/1990                          | 4.     | ?.       |        |
| 1990/1991 | Divize C 1990/1991                          | 4.     | 13.      |        |
| 1991/1992 | Divize C 1991/1992                          | 4.     | 5.       |        |
| 1992/1993 | Divize C 1992/1993                          | 4.     | 6.       |        |
| 1993/1994 | Divize C 1993/1994                          | 4.     | 9.       |        |
| 1994/1995 | Divize C 1994/1995                          | 4.     | 12.      |        |
| 1995/1996 | Divize C 1995/1996                          | 4.     | 16.      | Sestup |
| 1996/1997 | Východočeský přebor 1996/1997               | 5.     | 15.      |        |
| 1997/1998 | Východočeský přebor 1997/1998               | 5.     | 16.      | Sestup |
| 1998/1999 | I.A třída 1998/1999                         | 6.     | ?        |        |
| 1999/2000 | I.A třída 1999/2000                         | 6.     | ?        |        |
| 2000/2001 | I.A třída 2000/2001                         | 6.     | ?        |        |
| 2001/2002 | I.A třída 2001/2002                         | 6.     | ?        |        |
| 2002/2003 | I.A třída 2002/2003                         | 6.     | ?        |        |
| 2003/2004 | I.A třída 2003/2004                         | 6.     | 2.       | Postup |
| 2004/2005 | Krajský přebor Pardubického kraje 2004/2005 | 5.     | 12.      |        |
| 2005/2006 | Divize C 2005/2006                          | 4.     | 11.      |        |
| 2006/2007 | Divize C 2006/2007                          | 4.     | 5.       |        |
| 2007/2008 | Divize C 2007/2008                          | 4.     | 4.       |        |

Poznámky:
- 2005/06: Fúze s FC Loko Pardubice a získání divizní licence